# Ер-Рухія
Ер-Рухія (араб. الروحية) — місто в Тунісі. Входить до складу вілаєту Сільяна. Станом на 2004 рік тут проживало 4 307 осіб.